# Marlboro, New York
Marlboro är en by och census designated place i Ulster County i delstaten New York, USA. Befolkningen uppgick till 2339 personer vid folkräkningen år 2000. Den har enligt United States Census Bureau en area på 8,7 km². 

## Historia
Den första bosättningen i Marlboro ägde rum omkring 1697.